# سیارک ۱۲۸۶۶
سیارک ۱۲۸۶۶ (به انگلیسی: 12866 Yanamadala، نامگذاری:1998KL65) دوازده هزار و هشتصد و شصت و ششمین سیارک کشف شده‌است که در ۲۲ مه ۱۹۹۸ کشف شد.
قدر مطلق سیارک برابر ۱۷.۰ است.